# Informationsverarbeitungsparadigma
Das Informationsverarbeitungsparadigma ist neben dem behavioristischen und psychoanalytischen Paradigma einer der wichtigsten Ansätze in der Psychologie.
Man nimmt an, dass menschliches Verhalten und Erleben auf der Informationsverarbeitung im Nervensystem beruht.

## Einordnung
Die „kognitive Wende“ in den 1960er Jahren führt die Psychologie zu ihrem Interesse an den mentalen Prozessen zurück. Informationsverarbeitungsprozesse und die Art und Weise, wie der Verstand Informationen verarbeitet und speichert, werden in den Vordergrund gestellt. Man wendet sich wieder den inneren Prozessen zu, die der Behaviorismus und teilweise auch das Eigenschaftsparadigma nicht berücksichtigt haben.
Eigenschaften und Erlebens- und Verhaltensweisen werden nicht mehr nur auf direkt beobachtbare Prozesse beschränkt.
Psychoanalytische Denkweisen treten wieder in den Vordergrund und die Bedeutung des Unbewussten erfährt eine klare Bestätigung durch das Informationsverarbeitungsparadigma. So können Persönlichkeitseigenschaften als stabile Parameter von Informationsverarbeitungsprozessen in die Modelle der Informationsverarbeitung eingebettet werden.

## Menschenbild
Im Informationsverarbeitungsparadigma wird der Mensch als ein informationsverarbeitendes System verstanden. Es zeichnen sich Analogien zu sequenzieller und später auch zu paralleler Verarbeitung in Computern und neurowissenschaftlich orientierten Modellen ab. Verarbeitungsprozesse spielen sich hauptsächlich unbewusst ab.
Der Mensch empfängt Reize aus der Umwelt und dem eigenen Körper über die Sinnesorgane und wandelt sie dann in andere Informationen um. Diese Informationen spiegeln sich in bewusstem Erleben und Verhalten bzw. motorischer Aktivität wider und werden auf die Umwelt übertragen. Die Prozesse nutzen dabei Informationen, die die aktuelle Situation überdauern, man spricht hierbei von Gedächtnisinhalten oder Wissen (deklarativ und prozedural).
Das Langzeitgedächtnis spielt eine wichtige Rolle in allen Informationsverarbeitungsmodellen.
Man unterscheidet zwischen zwei Modi der Informationsverarbeitung. Die Unterscheidungen sind zum Teil ähnlich, aber nicht vollkommen identisch.
- Emotional – rational
- Affektiv – kognitiv
- Intuitiv – analytisch
- Impulsiv – reflexiv
- Spontan – willentlich
- Implizit – explizit

Ein Beispiel ist das Modell von Strack und Deutsch (2004), welches eine fundamentale Unterscheidung zwischen reflektiver und impulsiver Informationsverarbeitung vornimmt.

## Persönlichkeitsbild
Unterschiede im Umgang, der Aufnahme und Verarbeitung von Informationen zeichnen eine Persönlichkeit aus.
Im Informationsverarbeitungsparadigma beruhen Persönlichkeitsunterschiede auf verschiedenen Aspekten. Die relevantesten sind die Architektur der Informationsverarbeitung, die Parameter der Informationsverarbeitung und das Wissen.
Der zentrale Aspekt der Architektur der Informationsverarbeitung zeichnet sich dadurch aus, dass die Informationsverarbeitung bei allen Menschen gleich ist, sie beruht auf den Genen.
Es gibt Unterschiede in bestimmten Parametern der Informationsverarbeitung, zum Beispiel in der allgemeinen Geschwindigkeit der Verarbeitung („mental speed“), im Zugriff auf das Kurzzeit-, Langzeit- und Arbeitsgedächtnis, in der Schwelle für Wahrnehmung, Erinnern und Einspeichern (Experiment von Asendorpf), in der Schwelle für die Aktivierung physiologischer Erregungs- und Hemmungsprozesse (Eysencks Hypothese) und in den Sollwerten für die Regulation von Bedürfnissen.
Die Grundlage für Persönlichkeitsunterschiede ist das stabile Wissen.
Die individuellen Unterschiede und Besonderheiten im Wissen sind Persönlichkeitseigenschaften. Die wichtigsten Unterscheidungen sind die Unterteilung in deklaratives und prozedurales Wissen oder in explizites Wissen und implizites Wissen.

## Methodik
Die Methoden des Informationsverarbeitungsparadigmas sind darauf fokussiert, die Parameter in den Informationsverarbeitungsprozessen zu bestimmen und unterschiedliches Wissen zu testen. Es gibt eine Vielzahl von verschiedenen Tests zur Erfassung der Parameter.
Um die allgemeine Verarbeitungsgeschwindigkeit zu testen, verwendet man Mental Speed Tests, das Sternbergparadigma (Zugriff zum Kurzzeitgedächtnis) oder das NI-PI Paradigma (Zugriff zum Langzeitgedächtnis).

Müller-Lyer Illusion

Bei Mental Speed Tests wird die Informationsverarbeitungsgeschwindigkeit über die Reaktionszeiten in unterschiedlich einfachen und leicht verständlichen kognitiven Aufgaben erfasst und somit unterschiedliche psychometrische Intelligenzmaße vorhergesagt. Die Aufgaben bestehen aus Bilder- oder Wortpaaren, Zahlensequenzen oder einfachen mathematischen Gleichungen.
Ein bekanntes Beispiel für die Verarbeitungsgeschwindigkeit unseres Gehirns ist die Müller-Lyer-Illusion.
Zur Erfassung des expliziten Wissens dienen Fragebögen oder Interviews.
Bei der Erfassung des impliziten Wissens helfen die kognitive Modellierung, affektives oder semantisches Priming oder ein Impliziter Assoziationstest (IAT).
Für die Persönlichkeitspsychologie ist der IAT besonders interessant, da er im Gegensatz zu Fragebögen keine expliziten Selbstberichte erfordert. Vielmehr beruht der IAT auf der Messung von Reaktionszeiten, über die indirekt auf zu Grunde liegende Persönlichkeitsmerkmale geschlossen wird.
Es wird behauptet, dass explizite Verfahren besser kontrolliertes Verhalten und implizite Verfahren besser unkontrolliertes Verhalten vorhersagen.
Als ein weiterer Aspekt wird die Fähigkeit zum komplexen Problemlösen erfasst. Ein Beispiel hierfür ist das „Bürgermeister-Spiel“ oder Lohhausenstudie (Dörner et al., 1983). Hierbei werden auf dem Computer Vorgänge in einer Kleinstadt simuliert und die Probanden nehmen die Rolle des Bürgermeisters ein. Das Maß der Problemlösefähigkeit wird durch das Ergebnis nach vielen Entscheidungen festgelegt.